# Gängmutter

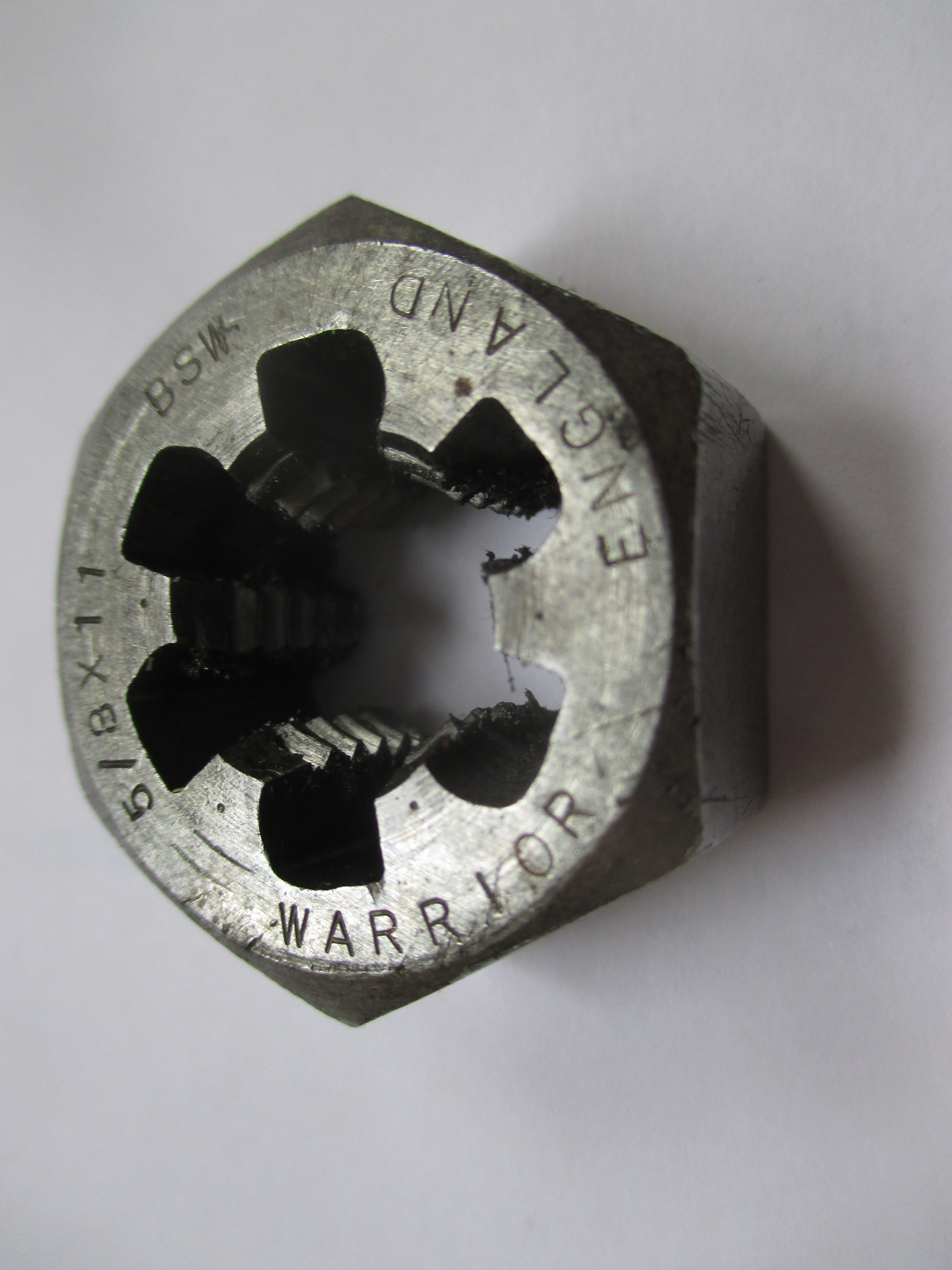
British Standard Whitworth 5/8" gängmutter.

Gängmutter är facktermen för några olika specialtillämpningar av en invändig gänga, det vill säga en sådan som syns i hålet på den konstruktionsdetalj som i vardagssvenskan kallas mutter.
Exempelvis:
- Den gängmutter som används för att rensa upp yttergängor på skruvar när de blivit skadade eller förorenade. Det är ett speciellt sorts gängsnitt som skiljer sig från reguljära gängsnitt genom att den är sexkantig och kan skruvas med vanliga verktyg för sexkantskalle, samt att den oftast inte är ställbar. En viktig skillnad är också att den inte är lämplig för att skära nya gängor.[1]
- Den gängmutter som utgör ett viktigt maskinelement i en maskinsvarv till matningsrörelsen av svarvstålet både vid rundsvarvning och vid gängskärning med svarv.[2]
- En gängmutter kan också vara benämningen på en pressmutter, dvs en konstruktionsdetalj i avvikande materialkvalitet som monteras som förstärkning i tunnare plåtdetaljer och liknande stycken, för att åstadkomma en invändig gänga med bättre slitagetålighet eller hållfasthet än vad det omgivande materialet självt tillåter.[3]